# 진링의 13소녀
《진링의 13소녀》(金陵十三钗)는 2011년 공개된 중국과 미국 합작의 역사 영화이다. 옌거링의 동명 소설을 각색하여 장이머우 감독이 연출했고, 크리스천 베일, 니니, 장신이, 퉁다웨이, 와타베 아쓰로, 고바야시 시게오, 차오커판이 출연하였다.

## 줄거리
1937년 중일전쟁 중 난징 대학살이 벌어지자, 일본군의 침략을 피해 서양 선교사가 운영하는 가톨릭 교회로 피신한 학생들이 있었다. 이들과 함께 죽은 신부의 장례를 치르러 온 미국인 장의사 존 밀러는 우연히 이 소녀들과 합류하게 된다. 고아 소년 조지도 신부를 따라 영어를 배워 이 무리에 함께 한다. 얼마 후, 고급 창녀들이 교회의 지하실에 숨어들면서 피난처를 찾아온다. 밀러는 신부 행세를 하며 모두를 안전하게 지키려 노력하고, 동시에 고장난 트럭을 수리하여 탈출을 시도한다.
교회에 침입한 일본군이 중국군 장교에 의해 제압되는 사건 이후, 하세가와 대령은 교회를 보호하겠다고 약속하며 소녀들에게 일본군 승리 축하 행사에서 합창을 해달라고 요청한다. 밀러는 소녀들의 안전을 우려하여 거절하지만 하세가와는 다음 날 소녀들을 데려갈 것이라고 통보한다. 하세가와는 소녀들을 세면서 실수로 창녀 한 명을 포함시켜 총 13명이 된다.
소녀들의 실질적인 리더인 슈주안은 소녀들에게 자살을 설득하지만, 창녀들의 리더 유모가 자신의 무리가 대신 일본군 행사에 참석하여 소녀들을 보호하자고 제안하며 막아선다. 창녀는 12명이었기에 고아 소년 조지도 함께 하기로 한다. 밀러는 처음에는 반대하지만 결국 그들의 결정을 받아들이고 장의사로서의 기술을 활용해 창녀들의 화장과 머리 모양을 바꿔 소녀들처럼 보이게 만든다. 또한, 창녀들은 깨진 유리 조각으로 칼을 만들어 옷 속에 숨긴다.
다음 날, '난징의 13송이 꽃'으로 불리게 된 이들은 일본군에게 끌려간다. 그들이 떠난 후, 밀러는 수리한 트럭에 소녀들을 숨기고 슈주안의 아버지이자 일본군 협력자인 멩씨에게 받은 1인 통행 허가증을 이용하여 난징을 벗어난다. 마지막 장면에서 트럭은 일본군으로부터 멀어지며 서쪽으로 향하는 황량한 고속도로를 달린다. 소녀들을 위해 희생한 '난징의 13송이 꽃'의 운명은 알 수 없는 채로 남는다.

## 배역
- 크리스천 베일 - 존 밀러
- 니니 - 유모
- 장신이 - 수
- 퉁다웨이 - 리 소령
- 와타베 아쓰로 - 하세가와 대령
- 고바야시 시게오 - 가토 중령
- 차오커판 - 멍 선생